# Girona
Girona (špansko Gerona) je glavno mesto španske province Girone in komarče Gironés. Mesto z okoli 100.000 prebivalci leži v severovzhodnem delu Katalonije ob reki Ter in njenih pritokih Onyar, Galligants in Güell.

## Zgodovina
Ozemlje Girone je prvotno naseljevalo ibersko ljudstvo Ausetani. V obdobju starega Rima so na tem kraju Rimljani postavili citadelo, imenovano Gerunda. Po propadu zahodnorimskega imperija so Gironi vladali sprva Vizigoti, kasneje so jo zasedli Mavri. Leta 785 jo je osvojil Karel Veliki in jo naredil za eno od štirinajstih prvotnih grofij Katalonije. Barcelonski grof Wilfred jo je priključil k svoji grofiji v letu 878. V 11. stoletju je bila Girona pod kraljem Aragonije in Navare Alfonzom I. razglašena za mesto. Nekdanja grofija je leta 1351 pod Petrom III. postala vojvodstvo. V času Napoleonskih vojn so jo leta 1809 po sedemmesečnem obleganju zasedli francoski vojaki, pod njihovo vladavino (1809-1813) je bila središče departmaja Ter. Obrambno obzidje je bilo zaradi širjenja mesta navzven porušeno konec 19. stoletja. Vzhodni del obzidja, imenovan Passeig de la Muralla, je bil v zadnjem času delno obnovljen in danes oblikuje turistično pot okoli starega dela Girone.
Gironska škofija je bila verjetno ustanovljena leta 247. Danes z gotsko katedralo Matere Božje, grajeno od 11. do 18. stoletja, pripada nadškofiji v Tarragoni.
V 12. stoletju se je v mestu oblikovala močna židovska skupnost z eno najpomembnejših kabalističnih šol v Evropi.

## Pobratena mesta
- Albi (Jug-Pireneji/Oksitanija, Francija),
- Bluefields (Nikaragva),
- Farsia (Zahodna Sahara),
- Nashville (Tennessee, Združene države Amerike),
- Nueva Gerona (Kuba),
- Perpignan (Roussillon/Oksitanija, Francija)
- Reggio Emilia (Emilija - Romanja, Italija).